# Michael Collins (musicien)
Pour les articles homonymes, voir Michael Collins et Collins.
Michael Collins est un clarinettiste et chef d'orchestre britannique né le 27 janvier 1962 à Isleworth.

## Biographie
Michael Collins naît le 27 janvier 1962 à Isleworth (ouest du Grand Londres),.
Il étudie au Royal College of Music avec David Hamilton et Thea King, et remporte le concours bois du Jeune musicien de l'année de la BBC (en) en 1978,.
Il est aussi lauréat de la médaille d'or Tagore au Royal College of Music, de deux grands prix de l'Orchestre national des jeunes de Grande-Bretagne (en), du 1er prix de la National Competition de Leeds ainsi que de l'Amcon Award de la Guilde new-yorkaise des artistes de concert (en) en 1982, ce qui lui permet de se produire au Carnegie Hall la même année,.
Comme musicien d'orchestre, Michael Collins devient en 1981 clarinette solo du London Sinfonietta avant d'occuper ce même poste entre 1987 et 1995 au Philharmonia Orchestra,.
Comme chambriste, il est un partenaire régulier d'artistes tels Gidon Kremer, Joshua Bell, Truls Mørk ou Lynn Harell, et est membre du Nash Ensemble à partir de 1981,. Avec cette formation, il enregistre notamment trois volumes de musique de chambre de Malcolm Arnold en 1984, année qui marque également ses débuts aux Proms, comme soliste du Concerto pour clarinette et orchestre de Thea Musgrave. Avec le Nash Ensemble, il enregistre aussi les quintettes avec clarinette de Mozart et de Brahms.
Comme pédagogue, Michael Collins devient en 1985 le plus jeune professeur du Royal College of Music, poste qu'il conserve jusqu'en 1995. Il enseigne ensuite à la Royal Academy of Music.
En 1988, il fonde son propre ensemble, « The London Winds », avec lequel il effectue de nombreuses tournées en Europe et en Amérique du Nord,. Comme interprète, il s'investit pour l'élargissement du répertoire contemporain de son instrument,. Collins est ainsi le créateur de plusieurs œuvres, de John Adams (Gnarly Buttons, également dédicataire, 1996), Richard Rodney Bennett (Concerto pour clarinette, également dédicataire, 1987), Elena Kats-Chernin (Ornemental Air, pour clarinette de basset et orchestre de chambre, 2009), Mark-Anthony Turnage (Riffs and Refrains, pour clarinette et orchestre, 2005), Erkki-Sven Tüür (Double Concerto pour violon et clarinette, 2005). 
Collins mène également une carrière de chef d'orchestre, étant chef principal du City of London Sinfonia de 2010 à 2018,. Comme chef invité, il dirige aussi le Philharmonia, le BBC Symphony Orchestra ou les London Mozart Players, ensemble qui l'a nommé directeur artistique en résidence pour les saisons 2021 à 2023.